# Сусени (Горж)
Сусени (рум. Suseni) насеље је у Румунији у округу Горж у општини Рунку. Oпштина се налази на надморској висини од 357 m.

## Становништво
Према подацима из 2002. године у насељу је живело 407 становника, од којих су сви румунске националности.